# جايرا بورنس
جايرا بورنس (بالإنجليزية: Jaira Burns) مغنية وكاتبة أغاني أمريكية ولدت في 14 يناير 1997 بـفاندرغريفت، الولايات المتحدة.
ظهرت لأول مرة عام 2017 بأغنية "Ugly"، متضمنة إعلان تجاري لسماعات بيتس إلكترونيكس. كما تعاونها مع شركة بالمان كدعاية برفقة كايلي جينر. ثم أصدرت أغنية "Burn Slow" بعد بضعة أشهر، وهي الأغنية الرئيسية لأسطوانة المطولة التي تحمل نفس عنوان الأغنية، التي صدرت في 27 يوليو 2018.

## قائمة المراجع
1. ↑   https://www.universalmusic.fr/artistes/31909508323. {{استشهاد ويب}}: |url= بحاجة لعنوان (مساعدة) والوسيط |title= غير موجود أو فارغ (من ويكي بيانات) (مساعدة)
2. ↑  Pickens, Ashley (28 Jun 2017). "Songstress Jaira Burns Releases Visual For Debut Single "Ugly"". VIBE.com (بالإنجليزية الأمريكية). Archived from the original on 2024-11-29. Retrieved 2025-06-30.
3. ↑  "EXCLUSIVE: Get a Behind-the-Scenes Look at Kylie Jenner's Campaign for Balmain's New Beats By Dre Headphone Co". Entertainment Tonight (بالإنجليزية الأمريكية). Archived from the original on 2025-06-18. Retrieved 2025-06-30.
4. ↑  "Premiere: Watch Jaira Burns' Captivating Video for "Burn ..." Complex (بالإنجليزية). Archived from the original on 2025-02-23. Retrieved 2025-06-30.

## وصلات خارجية
- جايرا بورنس على قاعدة بيانات الأفلام الأنترنت (بالإنجليزية)
- جايرا بورنس على موقع أول ميوزك (بالإنجليزية)
- جايرا بورنس على موقع ديسكورز (بالإنجليزية)
- جايرا بورنس على موقع جينيس (بالانجليزية)
- جايرا بورنس على موقع آبل ميوزك (بالإنجليزية)
- جايرا بورنس على موقع شركة التسجيلات الموسيقية يونيفرسال (بالفرنسية)